# Вильфранш-сюр-Сон (округ)
Вильфранш-сюр-Сон (фр. Villefranche-sur-Saône) — округ (фр. Arrondissement) во Франции, один из округов в регионе Рона — Альпы. Департамент округа — Рона. Супрефектура — Вильфранш-сюр-Сон.
Население округа на 2006 год составляло 186 528 человек. Плотность населения составляет 124 чел./км². Площадь округа составляет всего 1503 км².